# Frans Janssens (bestuurder)
Frans Janssens (Brasschaat, 31 maart 1927 - Bertem, 6 augustus 2009) was secretaris-generaal van het Vlaamse Algemeen Christelijk Werkersverbond.

## Levensloop
Janssens werd geboren als vierde van de vijf kinderen van landarbeider, tuinman en legermagazijnier Louis Janssens (-1979) en van Mathilde Jacobs (-1949). Hij volgde lager onderwijs aan de gemeenteschool van Brasschaat. Van 1940 tot 1943 studeerde hij aan de normaalschool in Antwerpen. In 1944 was hij in dienst van het Canadese leger.
Frans Janssens trouwde in 1955 met Josephine Op 't Eynde, nationaal vrijgestelde van het VKAJ en ze hadden vijf kinderen.
Hij werd actief in de KAJ. Na enkele jaren vrijgestelde te zijn geweest in het verbond Antwerpen (verantwoordelijk voor de afdelingen in de Kempen) en gewestleider voor Antwerpen, werd hij in 1949 nationaal propagandist en in 1951 nationaal voorzitter, tot in 1955. Als KAJ-voorzitter zetelde hij ook in het Nationaal Bureau van het ACW. Sinds 1950 was hij bovendien lid van het Internationaal Bureau van de KAJ.
In de jaren 1955-1959 was Janssens verantwoordelijke voor de Internationale KAJ voor België en coördinator van de vier Belgische takken van de christelijke arbeidersjeugdbeweging (KAJ, JOC, VKAJ en JOCF). In 1959 werd hij nationaal propagandist bij de KWB.
Vervolgens werd hij adjunct-nationaal secretaris van het ACW en in 1968, in opvolging van Marcel Vandewiele, nationaal secretaris, wat hij bleef tot aan zijn pensionering in 1989.
Gedurende meer dan twintig jaar was hij een van de sleutelfiguren van de christelijke arbeidersbeweging in België en bekleedde hij bestuursmandaten in tal van organisaties, in en buiten de beweging. Zijn invloed op de CVP en van daar op de Belgische politiek, was aanzienlijk.
Na zijn pensionering bleef hij ondervoorzitter van de Raad van Bestuur van de BRT (tot 1991), ondervoorzitter en later voorzitter van de Raad van Bestuur van het Vlaams Commissariaat-Generaal voor Toerisme (tot 1999). Tot 2002 was hij ook actief binnen de KTRO (Katholieke televisie- en radio-omroep).

## Functies
- Lesgever Sociale Hogeschool, Heverlee (1956-1968)
- Nationaal voorzitter Pasar (toeristische organisatie) (1962-1989)
- Adjunct nationaal secretaris en nationaal secretaris ACW (1962-1968 en 1968-1989)
- Lid en ondervoorzitter van de Raad van Bestuur van de Belgische Radio en Televisie (tot 1991)
- Voorzitter Samko Groep (1946-1994) (1978)
- Bestuurslid Arcoplus (1983-1988)
- Ondervoorzitter en vervolgens voorzitter van de Raad van Bestuur van het Vlaams Commissariaat-generaal voor Toerisme (1984-1991
- Lid van de Algemene Vergadering Sociale Hogeschool, Heverlee
- lid van het Nationaal Bestuur van de KWB
- Waarnemer in de Algemene Raad van het ACV
- Bestuurslid van het Vormingscentrum Ter Munk
- Lid van de Algemene Vergadering van het Belgische Rode Kruis
- lid van de Algemene Vergadering van Broederlijk Delen
- Bestuurslid van CEPESS
- Lid van het Dagelijks Bestuur van de Christelijke Centrale voor Huisvesting (1955-1969)
- Bestuurslid van Dagblad Het Volk
- Werkend lid en voorzitter Katholieke Televisie- en Radio-Omroep
- Lid van het Bureau van de Christelijke Volkspartij
- Bestuurslid van Ultra Montes
- Bestuurslid van De Volksverzekering
- Voorzitter van de redactieraad en verantwoordelijke uitgever van De Volksmacht (tot 1989).